# Artère récurrente tibiale antérieure
L'artère récurrente tibiale antérieure est une petite artère du membre inférieur située dans la jambe.

## Origine
L'artère récurrente tibiale antérieure naît de l'artère tibiale antérieure en avant du bord supérieur de la membrane interosseuse de la jambe.

## Trajet
L'artère récurrente tibiale antérieure monte dans le muscle tibial antérieur pour se ramifier sur l'avant et sur les côtés de l'articulation du genou.
Elle contribue à la formation du réseau articulaire du genou en s'anastomosant avec les artères inféro-latérale et inféro-médiale du genou et avec l'artère descendante du genou.